# Homo erectus (série télévisée)
Pour les articles homonymes, voir Homo erectus.
Production
Diffusion
Homo erectus est une série télévisée française créée par Elina Gakou-Gomba, Arnaud Robin, Abdenoure Ziane et Adrien Cousin.
Ce drame, tiré du roman éponyme de Tonino Benacquista paru chez Gallimard en 2011, est une coproduction de Elephant International et France Télévisions pour France.tv Slash,,,.

## Production

### Genèse et développement
La série, tirée du roman éponyme de Tonino Benacquista paru chez Gallimard en 2011, est écrite par Elina Gakou-Gomba, Arnaud Robin, Abdenoure Ziane et Adrien Cousin,,,.

### Fiche technique
Sauf indication contraire, les informations mentionnées dans cette section peuvent être confirmées par la base de données cinématographiques Allociné,  présente dans la section « Liens externes ».
- Titre français : Homo erectus
- Genre : Drame[2]
- Production : Sandra Ouiass et Cyril Dufresne
- Sociétés de production : Elephant International et France Télévisions[1],[2],[3]
- Réalisation :
- Scénario : Elina Gakou-Gomba, Arnaud Robin, Abdenoure Ziane et Adrien Cousin[1],[2],[3]
- Pays de production :  France
- Langue originale : français
- Format : couleur
- Nombre de saisons : 1
- Nombre d'épisodes[1],[2],[3] : 8
- Durée : 30 minutes[1],[2],[3]
- Dates de première diffusion :